# Sci di fondo ai I Giochi olimpici giovanili invernali
Le gare di sci di fondo dei I Giochi olimpici giovanili invernali si sono svolte alla Seefeld Arena di Innsbruck, in Austria, dal 17 al 21 gennaio 2012. In programma erano 5 eventi.

## Calendario
| Ragazzi | 10 km tecnica classica |  | Sprint | 2 |
| Ragazze | 5 km tecnica classica  |  | Sprint | 2 |
| Totale  | 2                      |  | 2      | 4 |

## Podi

### Ragazzi
| Evento                            | Oro                         | Tempo   | Argento                   | Tempo   | Bronzo                      | Tempo   |
| 10 km tecnica classica (dettagli) | Aleksandr Seljaninov Russia | 29'28"8 | Kentaro Ishikawa Giappone | 29'40"2 | Sergej Malyšev Kazakistan   | 29'57"5 |
| Sprint (dettagli)                 | Andreas Molden Norvegia     | 1'44"1  | Marius Cebulla Germania   | 1'44"8  | Aleksandr Seljaninov Russia | 1'45"1  |

### Ragazze
| Evento                           | Oro                       | Tempo   | Argento                   | Tempo   | Bronzo                | Tempo   |
| 5 km tecnica classica (dettagli) | Anastasija Sedova Russia  | 14'18"0 | Anamarija Lampič Slovenia | 14'37"7 | Lea Einfalt Slovenia  | 15'01"2 |
| Sprint (dettagli)                | Silje Theodorsen Norvegia | 1'57"4  | Jonna Sundling Svezia     | 1'57"5  | Linn Eriksen Norvegia | 1'57"6  |

## Medagliere
| Posizione | Paese      | Oro | Argento | Bronzo | Totale |
| --------- | ---------- | --- | ------- | ------ | ------ |
| 1         | Russia     | 2   | 0       | 1      | 3      |
| 1         | Norvegia   | 2   | 0       | 1      | 3      |
| 3         | Slovenia   | 0   | 1       | 1      | 2      |
| 4         | Germania   | 0   | 1       | 0      | 1      |
| 4         | Giappone   | 0   | 1       | 0      | 1      |
| 4         | Svezia     | 0   | 1       | 0      | 1      |
| 7         | Kazakistan | 0   | 0       | 1      | 1      |
| Totale    | Totale     | 4   | 4       | 4      | 12     |